# Raging Blades
Raging Blades (Raging Bless: Gōma Mokushiroku) est un jeu vidéo de type beat them all développé par Pacific Century Cyber Works et édité par Wanadoo, sorti en 2006 sur PlayStation 2.

## Accueil
- Jeux vidéo Magazine : 8/20[1]
- Jeuxvideo.com : 10/20[2]